# Viaduc du Littoral
Le viaduc du Littoral est un viaduc de l'île de La Réunion, dans le Sud-Ouest de l'océan Indien. Cet ouvrage d'art en béton précontraint mesure 5 409 mètres, ce qui en fait le plus long pont de France. Il repose sur 48 piles en mer au large de Saint-Denis, dont il relie Le Barachois à La Grande Chaloupe en passant sous le cap Bernard. Partie de la nouvelle route du Littoral, il a été achevé en mars 2019 et a été mis en service par étapes à compter du 28 mars 2022.